# Vrbnica (Prizren)
Pour les articles homonymes, voir Vrbnica.
Vërmicë en albanais et Vrbnica en serbe latin (en serbe cyrillique : Врбница) est une localité du Kosovo située dans la commune/municipalité de Prizren et dans le district de Prizren/Prizren. Selon le recensement kosovar de 2011, elle compte 661 habitants, dont 658 Albanais.
Vërmicë est également connu sous d'autres noms albanais comme Vërnicë et Vërbnicë.

## Démographie

### Évolution historique de la population dans la localité
| 1948 | 1953 | 1961 | 1971  | 1981  | 1991  | 2011 |
| ---- | ---- | ---- | ----- | ----- | ----- | ---- |
| 678  | 709  | 832  | 1 168 | 1 352 | 1 488 | 661  |

|  |